# Bowser Jr.
 (avril 2009).
Si vous disposez d'ouvrages ou d'articles de référence ou si vous connaissez des sites web de qualité traitant du thème abordé ici, merci de compléter l'article en donnant les références utiles à sa vérifiabilité et en les liant à la section « Notes et références ».
Bowser Jr. (クッパJr., Kuppa Junia, Koopa Jr. au Japon) est un personnage de jeu vidéo qui figure dans l'univers de Mario depuis 2002. Il est l'antagoniste secondaire de la série. Unique fils de Bowser , il apparaît dans Super Mario Sunshine, Super Mario Galaxy et New Super Mario Bros., où il kidnappe la princesse Peach. Son comportement diffère légèrement de celui de Bowser, il est plus gourmand et moins mûr. Depuis Super Mario Sunshine en 2002, il excelle dans le maniement du pinceau magique. Il est également apparu dans la saga Mario Kart, en particulier dans Mario Kart: Double Dash!!, Mario Kart Wii et Mario Kart 8 Deluxe.

## Description

### Physique
Bowser Jr. ressemble physiquement à son père : une apparence de Koopa avec des cheveux oranges et une carapace hérissée de pics sur le dos. Il possède cependant de petits yeux noirs et un museau plus arrondi. Il se différencie physiquement de Bowser, ressemblant en quelque sorte à une version miniature de ce dernier. Ce qui le différencie des Mini-Bowser est le masque qu'il porte. Il en possède deux différents : le premier lui permet de prendre la forme d'Antimario. Une moustache semblable à celle de Mario est dessinée sur ce masque bleu. Il le porte autour du cou et le laisse pendre quand il n'est pas Antimario. Le second masque possède une série de dents acérées : il le porte dans tous les jeux Mario (depuis Super Mario Sunshine). Bowser Jr. ressemble fortement à Bowser quand il était petit dans Mario et Luigi : Les frères du temps.

### Personnalité
Bowser Jr. peut se résumer comme un fauteur de troubles audacieux et énergique. Selon Mario Kart Wii, Bowser Jr. a hérité de la mauvaise attitude de son père. Il est également très gâté. Son passe-temps préféré consiste à griffonner (ce qui peut expliquer les graffitis généralisés qui ont été faits à l'île Delfino). Cependant, il semble déterminé à vaincre Mario dans un combat loyal afin de prouver sa puissance. Sa biographie dans Paper Mario: Sticker Star suggère qu'il est aussi parfois paresseux car il reste dans son "Clown Car" tout au long du jeu. Il a aussi une habitude, lorsqu'il est excité, de sauter d'un pied sur l'autre. 
Il déteste absolument perdre, et accuse généralement ses adversaires de tricherie ou de gagner simplement par chance. Cela s'étend également à la façon dont il voit ses adversaires : il a refusé de croire que c'était tout simplement la propre habileté de Mario qui l'a mené à sa défaite et a prétendu que c'était seulement à cause de son J.E.T qu'il prend le dessus sur lui dans Super Mario Sunshine. En conséquence, il aspire au respect et à la reconnaissance des autres, surtout son père et déteste que les gens le méprisent à cause de son âge ou de sa taille.
Il semble aussi fasciné par les machines dangereuses telles que les robots et les véhicules mécanisés qu'il emploie souvent dans ses combats contre Mario. 
Bien qu’il aime faire le mal, Bowser Jr. semble flirter parfois avec l'idée d'être un héros. Il persuade par exemple son père de le laisser faire semblant d'être un héros dans Mario Party: Island Tour. Cependant, il peut tout simplement faire de bonnes actions, comme dans Mario et Sonic aux Jeux Olympiques de Londres 2012 où il prend volontiers crédit pour sauver accidentellement deux Chaos de robots du Dr Robotnik.
En dépit de tous ses traits de personnalité arrogante, il est également indiqué qu'il héberge un côté solitaire, dont Mario Party DS fait allusion. Cet aspect de sa personnalité a été étudié de manière plus approfondie dans Mario and Luigi: Paper Jam Bros. , notamment de son amitié avec Paper Bowser Junior, les deux essayant d'éviter ce dernier d'être forcé de retourner dans son propre monde.
Il semble également plus disposé à avaler sa fierté avec élégance, comme quand il a convaincu Bowser d'accepter une invitation à une fête après leur défaite dans Super Mario Stadium Baseball.

### Capacités
Malgré son jeune âge et sa taille, Bowser Jr. est un adversaire redoutable de Mario, très habile et puissant, qui a démontré dès sa première apparition un talent remarquable de mécanicien et d'informaticien, capable de piloter habilement des véhicules et des robots géants ainsi que de pirater des courriels.
Il est également capable de prendre sa forme d'Antimario grâce à l'utilisation de bandana qui dessine la moustache de Mario ; sous cette forme, il est tout aussi acrobatique que Mario et peut exécuter les mêmes techniques de saut. En utilisant son pinceau magique, il peut créer des portails de couleurs, des champs de force, des graffitis infusés avec différents effets, et même des ennemis comme Swoopin'Stus et Piranhas pollués. Il a aussi un haut niveau d'habileté à le manier. Il tourne le pinceau magique d'une main sans effort et l'utilise comme arme de combat offensive contre ses adversaires.
Bowser Jr. est rapide et habile, bien qu'on puisse parfois lui donner des statistiques variées. Héritier de la lignée royale Koopa, Bowser Jr. semble posséder certains traits de caractère de son père. Il est habituellement aussi puissant physiquement que son père, malgré son petit gabarit, et il fait preuve d'une grande endurance au point d'être capable de survivre dans des situations de mort imminente. C'est évident dans Super Mario Galaxy, où il tombe sous le soleil gigantesque après la défaite de son père, et plus tard il est montré qu'il est vivant de retour dans le Royaume Champignon, ainsi que New Super Mario Bros. Wii, où il survit après avoir été écrasé par l'effondrement du château de Bowser. Bowser Jr. est également étonnamment fort pour sa taille, comme le démontre Super Mario Maker, où il possède la capacité de frapper au sol et de paralyser tous les adversaires qui restent sur le terrain, une capacité exécutée par la plupart des grands et forts personnages comme Bowser, Morton, Roy et Ludwig. Il démontre une fois de plus sa force trompeuse dans Mario and Luigi: Paper Jam Bros., où il peut facilement lancer un boulet de canon gigantesque plusieurs fois sa taille au Mario Bros. et Paper Mario.
Bowser Jr. n'était pas, au début, doué pour cracher du feu comme le montre Mario Strikers Charged où il tente de cracher du feu comme son père dans son entrée, mais il ne sort que de la fumée et une minuscule flamme. Cela change dans New Super Mario Bros. Wii, où il peut cracher des boules de feu sur les adversaires, et crée une grande flamme lorsque la boule de feu est en contact avec le sol. Dans New Super Mario Bros. U, il peut cracher des boules de feu consécutivement. Dans Mario and Luigi: Dream Team Bros., il est capable de cracher un courant de feu. Il peut également se replier dans sa carapace à des fins offensives et défensives et utilise des carapaces Koopa comme armes dans New Super Mario Bros. Dans Mario Strikers Charged, il a une super capacité qui rétrécit ses adversaires appelé Sonic Roar! où il émet de grandes ondes sonores en criant fort. Il l'utilise aussi comme Mega Strike.
Bowser Jr. semble exceller dans la magie comme le montre Super Mario Stadium Baseball où il a transformé Daisy en statue de pierre. Cela est également soutenu dans Paper Mario: Sticker Star, où il peut créer un bouclier défensif et guérir.

## Antimario
Antimario est le méchant principal de Super Mario Sunshine.

## Dans lesSuper Mario

### Super Mario Sunshineet la disparition des soleils Delfino
Dans Super Mario Sunshine, Bowser Jr. prend la forme d'Antimario : il se déguise en Mario pour commettre des crimes qui accuseront le vrai Mario. Ce n'est que plus tard (lors du premier épisode du Parc Pinna exactement) que l'on apprend que c'est en fait Bowser Jr. Il pollue l'île Delfino et fait porter le chapeau à Mario qui est obligé de nettoyer toute l'île. Par la suite, il enlève la princesse Peach et l'emmène au parc d'attractions de l'île où il révèle son identité et combat Mario à l'aide de Mécha-Bowser, un gigantesque robot représentant Bowser. Il perd le duel et s'enfuit vers le Mont Corona.
On remarque aussi que Bowser Jr. n'est pas totalement méchant: au départ c'est son père qui le monte contre Mario. Dans Super Mario Sunshine, il affirme que c'est Bowser qui lui a dit que Peach est sa mère.
Il est aux côtés de son père Bowser comme boss final du jeu et envoie des missiles sur Mario. Dans la cinématique de fin, Bowser parle à son fils. Il lui dit qu'il y a une chose qui doit dire à propos de Peach. Avant que Bowser ait fini de parler, Bowser Junior dit qu'il sait que Peach n'était pas sa mère et annoncera à son père que quand il sera grand, lui aussi, affrontera Mario.

### New Super Mario Bros.
Bowser Jr. est un boss de New Super Mario Bros.. Mario l'affrontera à plusieurs reprises, à tel point que Bowser Jr. apparaît plus dans le jeu que son père. Bowser Jr. est le boss de chaque tour. Il y en a une par monde, sauf le monde 6 et 8 ou il y en a deux.

### Super Mario Galaxy
Bowser Jr. œuvre aux côtés de son père pour arrêter Mario. C'est un des boss du jeu, il affrontera Mario depuis son bateau volant. Il sera vaincu et Mario récupérera ainsi une grande étoile.
Juste avant que le face à face final entre Mario et Bowser ne commence, Bowser Jr. est dans son bateau volant avec la princesse Peach comme étant sa prisonnière. Il envoie des missiles sur le sol pour tenter d'empêcher Mario d'atteindre son père.
Une fois Bowser vaincu, quand Mario et Peach voleront aux côtés de la dernière grande étoile, ils passeront à côté de Bowser Jr. qui vole dans l'espace, chose due à son vaisseau ayant perdu son énergie à cause du sauvetage de la grande étoile.
Dans l'ultime scène du jeu, on peut apercevoir Bowser Jr. qui sautille, sans qu'on puisse déterminer si c'est de joie ou de rage.

### New Super Mario Bros. Wii
Avec les Koopalings, Bowser Jr. se cache dans un gâteau pour enlever la princesse Peach. Contrairement aux autres boss, il n'appartient pas à un monde spécifique et est combattu dans son bateau au monde 4, 6 et 8. Lors des combats, il est en hauteur dans sa Mini Clown Car et l'on doit trouver comment l'atteindre pour le vaincre.

### Super Mario Galaxy 2
Il est le boss final de chaque monde (ensemble de galaxies) dans un cas sur deux. On l'affronte dans deux de ses machines ou bien on affronte son monstre, un dragon géant et serpentiforme sensible à certains endroits de son corps. On le rencontre aux mondes 1, 3 et 5.

### New Super Mario Bros. U
Bowser. Jr est l'antagoniste secondaire de New Super Mario Bros. U, il pilote le vaisseau amiral et on l'affronte au début de la Jungle Cassis et à la fin du Paradis Chantilly. Enfin il apparaît dans le niveau final où il tente d'abord d'écraser le joueur avec sa Koopa-mobile junior pour l'empêcher d'atteindre son père, lorsque Bowser est battu une première fois, Bowser Jr. arrive à convaincre Kamek d'agrandir son père. Puis il se bat aux côtés de Bowser devenu géant, où le joueur doit d'abord éjecter Bowser. Jr de sa Koopa-mobile et l'utiliser pour blesser Bowser.

### Super Mario 3D World + Bowser's Fury
Bowser. Jr apparaît dans Super Mario 3D World + Bowser's Fury en tant qu'allié de Mario. Il téléporte Mario dans le lac Saudechat avec la peinture de son pinceau magique pour lui expliquer le sort de son père et sollicite l'aide de Mario, ce que ce dernier accepte. Il est finalement révélé qu'il est à l'origine des évènements qui se sont produits dans l'aventure : il avait peint son père pendant qu'il dormait, ce qui rend Bowser furieux au point de devenir Bowser Fury.

### Super Mario Bros. Wonder
Bowser. Jr est l'un des antagonistes de Super Mario Bros. Wonder. Dans ce jeu, il acquiert une nouvelle forme connue sous le nom de Wonder Bowser. Jr obtenue grâce à une Fleur Prodige. On l'affronte quatre fois aux cours de l'aventure, il commence chaque rencontre sous sa forme normale, après avoir reçu une fois des dégâts, il se transforme en Wonder Bowser. Jr. et provoque divers effets merveilleux qui changeront le combat. C'est la première fois depuis New Super Mario Bros. qu'il est combattu sans l'aide d'une machine.

## Autres jeux

### SérieMario Party
Bowser Jr. apparaît dans la série Mario Party à partir de Mario Party DS où il aide son père dans le mode histoire. Dans l'histoire du jeu, lui et son père ont réduit Mario et ses amis et ont volé leur cristal céleste après les avoir attirés avec un faux banquet, après quoi ils les jettent du château. Vers la fin de l'histoire, Bowser Jr. met les héros dans un flipper pour leur rendre la vie dure. Après la défaite de Bowser, ce dernier et son fils sont ligotés.
Il apparaît ensuite dans Mario Party 9 où il vole les petites étoiles avec son père. Au début de chaque plateau, il informe son père de l'avancée des héros, il est également l'avant dernier boss du mode aventure. Bowser Jr. possède aussi ses propres mini-jeux qui opposent deux joueurs. Ses mini jeux se jouent lorsque le joueur atterrit sur une case Bowser Jr., si les deux joueurs gagnent contre lui, ils reçoivent 5 petites étoiles chacune, si Bowser Jr. gagne, il prend 5 petites étoiles aux deux joueurs.
Par la suite, Bowser. Jr apparaît aussi Mario Party: Island Tour en tant que personnage jouable à débloquer. On le retrouve également dans Mario Party 10, Mario Party: Star Rush, Mario Party: The Top 100, Super Mario Party (où il est de nouveau jouable), Mario Party Superstars, ainsi que Super Mario Party Jamboree.

### SérieMario Golf
Bowser Jr. apparaît Mario Golf: Toadstool Tour où il est un personnage à débloquer. C'est sa première apparition en tant que personnage jouable ainsi que la première fois qu'il porte son bandana blanc avec des dents dessinées dessus. Par la suite il réapparaît dans Mario Golf: World Tour et Mario Golf: Super Rush toujours en tant que perso jouable.

### SérieMario Kart
Bowser Jr. fait ses débuts dans la série Mario Kart à partir de Mario Kart: Double Dash!! comme partenaire de son père, il est un personnage léger contrairement à son père qui est un personnage lourd. L'équipe père-fils ont la carapace Bowser comme objet spécial pour faucher leurs adversaires, l'objet en question peut aussi se retourner contre eux étant donné qu'elle ricoche sur les murs.
On le retrouve également comme personnage jouable Mario Kart Wii, Mario Kart Arcade GP DX, Mario Kart 8 Deluxe, Mario Kart Tour, Mario Kart World, excepté Mario Kart Live: Home Circuit où il n'est pas jouable.
Bowser Jr. est également présent comme méchant secondaire ou comme personnage jouable dans les autres séries rattachées à l'univers de Mario : Mario and Luigi, Mario Tennis, Mario et Sonic aux Jeux olympiques, Mario Strikers, Paper Mario, Mario Baseball.

## Apparitions
- Super Mario Sunshine (2002)
- Mario Golf: Toadstool Tour (2003) (Personnage jouable)
- Mario Kart: Double Dash!! (2003) (Personnage jouable)
- Mario Power Tennis (2004) (Personnage jouable)
- Mario Superstar Baseball (2005) (Personnage jouable)
- Mario Kart Arcade GP (2005) (caméo)
- New Super Mario Bros. (2006)
- Mario Slam Basketball (2006) (Personnage jouable)
- Mario Kart Arcade GP 2 (2007) (caméo)
- Mario Strikers Charged Football (2007) (Personnage jouable)
- Super Mario Galaxy (2007)
- Mario Party DS (2007)
- Super Smash Bros. Brawl (2008) (Trophée et vignette)
- Mario Kart Wii (2008) (Personnage jouable)
- Mario Super Sluggers (2008) (Personnage jouable)
- Mario et Sonic aux Jeux olympiques d'hiver (2009) (Personnage jouable)
- New Super Mario Bros. Wii (2009)
- Super Mario Galaxy 2 (2010)
- Mario Sports Mix (2010) (Personnage jouable)
- Mario et Sonic aux Jeux olympiques de Londres 2012 (2011) (Personnage jouable)
- Course à la fortune (2011) (Personnage jouable)
- Mario Party 9 (2012)
- Mario Tennis Open (2012) (Personnage jouable)
- Paper Mario: Sticker Star (2012)
- New Super Mario Bros. U (2012)
- New Super Luigi U (2013)
- Mario and Luigi: Dream Team Bros. (2013)
- Mario Kart Arcade GP DX (2013) (Personnage jouable)
- Mario et Sonic aux Jeux olympiques d'hiver de Sotchi 2014 (2013) (Personnage jouable)
- Mario Party: Island Tour (2013) (Personnage jouable)
- Mario Golf: World Tour (2014) (Personnage jouable)
- Super Smash Bros. for Nintendo 3DS / for Wii U (2014) (Personnage jouable)
- Mario Party 10 (2015)
- Puzzle and Dragons: Super Mario Bros. Edition (2015)
- Super Mario Maker (2015)
- Mario Tennis: Ultra Smash (2015) (Personnage jouable)
- Mario and Luigi: Paper Jam Bros. (2015)
- Mario et Sonic aux Jeux olympiques de Rio 2016 (2016) (Personnage jouable)
- Mario Party: Star Rush (2016)
- Mario Sports Superstars (2017) (Personnage jouable)
- Mario Kart 8 Deluxe (2017) (Personnage jouable)
- Mario + The Lapins Crétins: Kingdom Battle (2017)
- Mario and Luigi: Superstar Saga + Les Sbires de Bowser (2017)
- Mario Party: The Top 100 (2017)
- Mario Tennis Aces (2018) (Personnage jouable)
- Super Mario Party (2018) (Personnage jouable)
- Super Smash Bros. Ultimate (2018) (Personnage jouable)
- Mario et Luigi: Voyage au centre de Bowser + L'épopée de Bowser Jr. (2018) (Personnage jouable)
- New Super Mario Bros. U Deluxe (2019)
- Super Mario Maker 2 (2019)
- Dr. Mario World (2019)
- Mario Kart Tour (2019) (Personnage jouable)
- Mario et Sonic aux Jeux olympiques de Tokyo 2020 (2019) (Personnage jouable)
- Paper Mario: The Origami King (2020)
- Super Mario 3D All Stars (2020)
- Mario Kart Live: Home Circuit (2020)
- Super Mario 3D World + Bowser's Fury (2021)
- Mario Golf: Super Rush (2021) (personnage jouable)
- Mario Party Superstars (2021)
- Mario Strikers: Battle League Football (2022) (personnage jouable)
- Super Mario Bros. Wonder (2023)
- Super Mario Party Jamboree (2024)
- Mario et Luigi : L'Épopée fraternelle (2024)
- Mario Kart World (2025)

## À ne pas confondre
Il ne faut pas confondre Bowser Jr. avec :
- les Mini-Bowsers, des sortes de Bowser miniatures qui n'ont ni de noms propres à chacun ni de distinctions (hormis les trois Mini-Bowsers rouge, bleu et vert de Mario Party 5) ;

- le double que Mario (ou Luigi) affronte dans Super Mario Galaxy, lorsqu'une comète ombre se trouve en orbite, ressemble beaucoup à Antimario (notamment la voix, à mi-chemin entre celle de Bowser Jr. et Yoshi) mais rien ne prouve qu'il s'agisse bien de Bowser Jr. déguisé), car ce dernier est en fait une illusion découpée dans le niveau, car on peut y voir l'espace à travers ;

- Bébé Bowser : il s'agit de Bowser quand il était jeune (bien que dans certains jeux comme Mario Party 2 Bébé Bowser soit présent en même temps que Bowser sur le plateau) ;

- les Koopalings, qui sont sept Koopas servant de boss dans divers jeux de la licence. Comme l'a confirmé Shigeru Miyamoto dans un entretien avec Game Informer[1], ils n'ont aucun lien de parenté avec Bowser lui-même malgré leur ressemblance.